# Nadine
Nadine Beiler, conosciuta più semplicemente come Nadine (Innsbruck, 27 maggio 1990), è una cantante austriaca.
Ha vinto la terza stagione di Starmania, reality show equivalente austriaco degli italiani Operazione Trionfo e Amici.

## Biografia
Prima di partecipare al reality show frequentava il liceo nel Tirolo e viveva con la madre ad Inzing. Adesso risiede a Vienna per ragioni di lavoro.
Dopo aver vinto la terza edizione del talent show Starmania, il 16 febbraio 2007 ha pubblicato il suo primo singolo Alles was du willst, che ha riscosso un ottimo successo raggiungendo la seconda posizione della classifica dei singoli austriaca. Nel maggio dello stesso anno pubblicò il suo secondo singolo, "Was wir sind", secondo estratto dall'album di debutto "Komm doch mal rüber", pubblicato quello stesso mese. Le due pubblicazioni raggiunsero rispettivamente la quindicesima e la quarta posizione nelle apposite classifiche austriache.
Ha rappresentato l'Austria all'Eurovision Song Contest 2011 con la canzone The secret is love piazzandosi in finale 18º con 64 punti.

## Discografia

### Album
- 2007 - Komm doch mal rüber
- 2011 - I've Got a Voice
- 2015 - Just Like
- 2018 - Sweet Artist's Mind

### Singoli
- 2007 - Alles was du willst
- 2007 - Was wir sind
- 2011 - The Secret Is Love